# Ivan Gundulić
Ivan (Dživo) Franov Gundulić, cunoscut și ca Gianfrancesco Gondola sau Mačica, (n. 8 ianuarie 1589, Dubrovnik, Republica Ragusa – d. 8 decembrie 1638, Dubrovnik, Republica Ragusa) a fost un poet și dramaturg din Raguza.
Este considerat unul dintre principalii exponenți ai barocului din literatura sud-slavică.
Lirica sa, cu caracter cerebral, prevalează asupra fanteziei, de la simple adaptări de drame și melodrame, până la reflecții asupra destinului uman.

## Scrieri
- 1628: Dubravka, dramă pastorală
- 1622: Lacrimile fiului risipitor ("Suze sina razmetnoga")
- înainte de 1638: Osman, evocare a războiului polono-turc din 1621.

## Omagiere

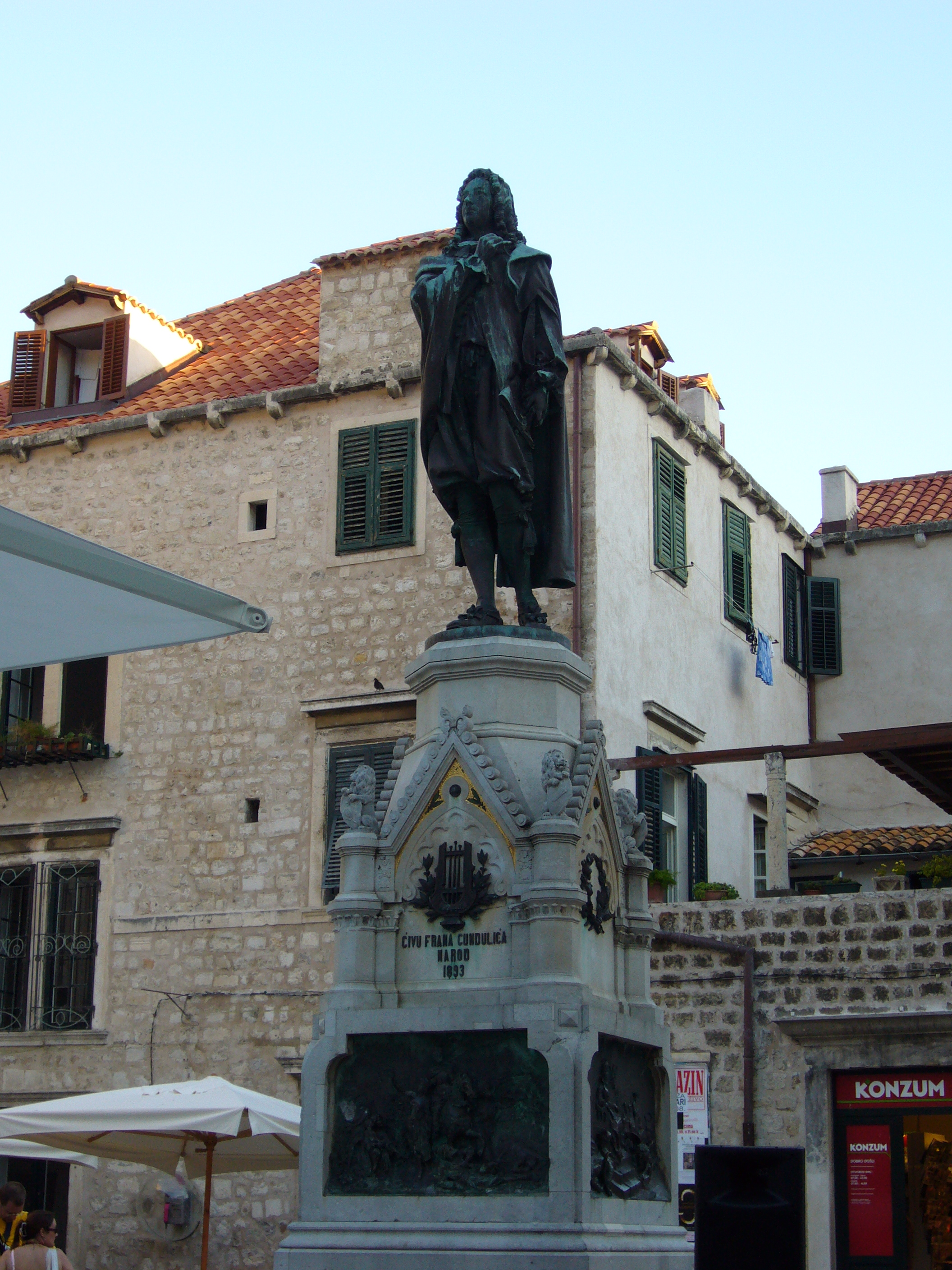
Monumentul lui Gondola din Dubrovnik.

### Monument
Pe monumentul lui Gondola aflat la Ragusa, azi Dubrovnik, stă scris în limba croată: „Ćivu Frana Gundulića, Narod 1893”, (în română: „Pentru Ivan (Dživo) Franov Gundulić, poporul 1893”).

### Numismatică
- Portretul lui Ivan Gundulić este gravat pe bancnota cu valoare nominală de 50 kuna, emisă de Banca Națională Croată.